# Oman Volleyball Association
Oman Volleyball Association (arabiska:اللجنة الأولمبية العمانية) är Omans volleybollförbund. Det har sitt säte i Muskat. Förbundet grundades 1985 och är medlem av AVC (där de tillhör West Asian Zonal Volleyball Association) och FIVB. De arrangerar ligaspel i två divisioner liksom en cup. De ansvarar även för landslagen (dam och herr).  I landet finns drygt 1 000 registrerade spelare